# Down on the Farm
Down on the Farm é um filme mudo estadunidense de 1920, do gênero comédia, dirigido por Erle C. Kenton, Ray Grey e F. Richard Jones.